# Петровський Участок
Петро́вський Уча́сток (рос. Петровский Участок) — присілок у складі Томського району Томської області, Росія. Входить до складу Зоркальцевського сільського поселення.

## Населення
Населення — 75 осіб (2010; 20 у 2002).
Національний склад (станом на 2002 рік):
- росіяни — 100 %